# Château Denis

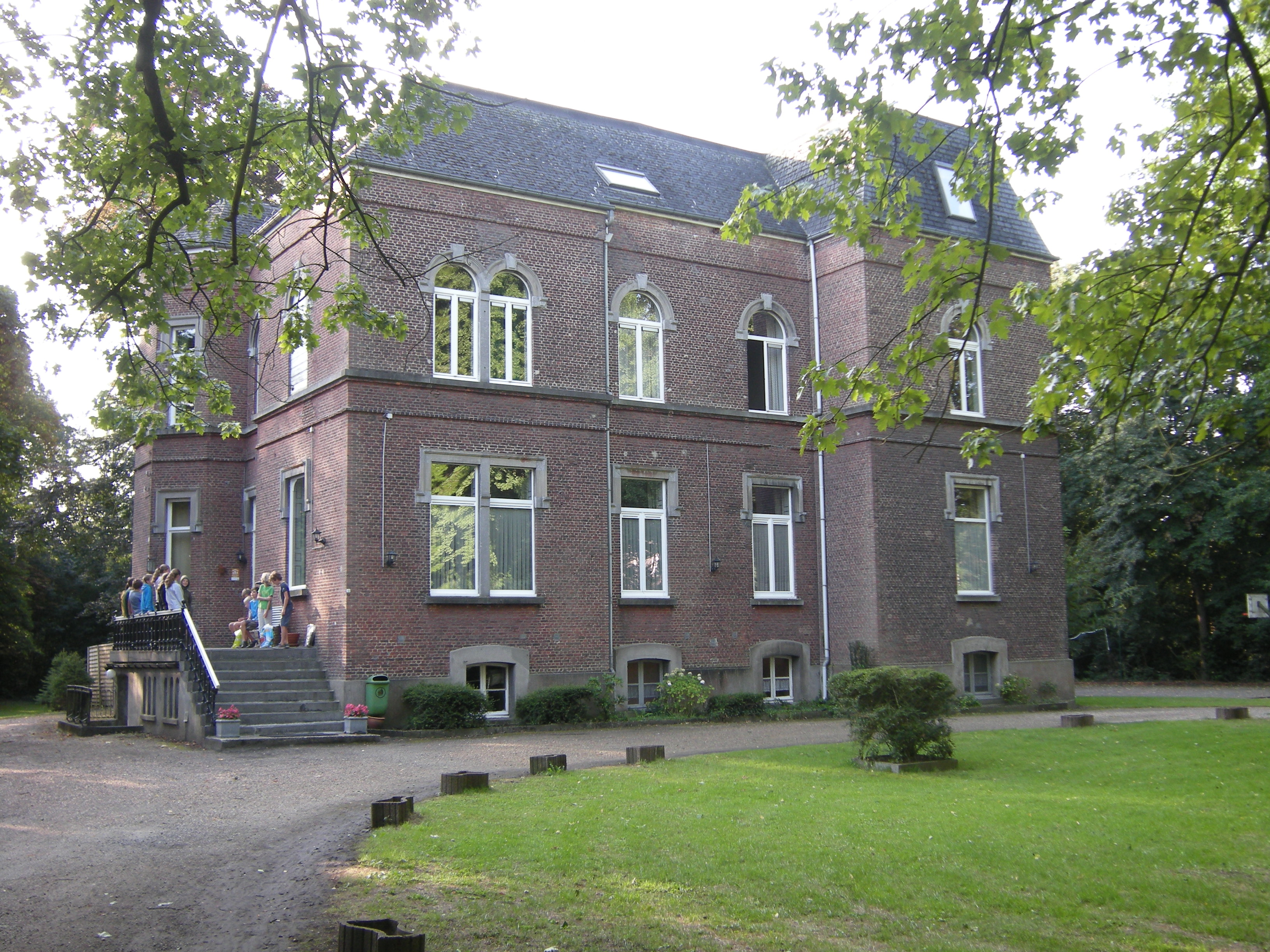
Château Denis

Het Château Denis (ook  't Kasteeltje) is een kasteeltje in de tot de Vlaams-Brabantse gemeente Leuven behorende plaats Wijgmaal, gelegen aan de Remylaan 13.
Het betreft een directeurswoning, in 1885 gebouwd in opdracht van de stijfselfabriek Remy.
Het is een kasteeltje in eclectische stijl dat echter in de jaren '40 van de 20e eeuw in verval raakte. In 1965 werd het aangekocht door de Universitaire Parochie van de Katholieke Universiteit Leuven en werd het gebruikt als vormings- en bezinningscentrum. Daartoe werd het gebouw ook opgeknapt.